# Seznam naselij na Madžarskem (Ü, Ű)
Seznam naselij na Madžarskem (Ü, Ű).

## Seznam
| Ime   | Opis | Županija | Okrožje        | Prebivalstvo | Pošt. št. |
| ----- | ---- | -------- | -------------- | ------------ | --------- |
| Üllés | vas  | Csongrád | Mórahalmi      | 3 213        | 6794      |
| Üllő  | vas  | Pešta    | Gyáli          | 10 016       | 2225      |
| Üröm  | vas  | Pešta    | Pilisvörösvári | 4 904        | 2096      |

## Legenda
Naselja, ki so označena z zvezdico (*), imajo različne poštne številke; tukaj navedena številka je najbolj pomembna.